# Spilosoma sinensis
Spilosoma sinensis là một loài bướm đêm thuộc phân họ Arctiinae, họ Erebidae.